# Joan Godayol i Colom
Joan Godayol i Colom (Mataró, 4 de setembre del 1943) és un sacerdot catòlic, bisbe emèrit de la diòcesi d'Ayaviri (Perú) entre 1992 i 2006.
Estudià al col·legi de Sant Antoni de Pàdua de Mataró. Després de fer el noviciat amb els salesians a l'Arboç, va marxar com a missioner al Perú. Allí hi estudià filosofia. Tornà a Catalunya per estudiar teologia, i s'hi ordenà capellà el 1972, abans de marxar al Perú altra vegada.
Treballà trenta anys en escoles de formació professional per a obrers, a les Escoles Tècniques de Lima i d'Arequipa.
Al 4 de gener del 1992 va ser fet bisbe d'Ayaviri. Després de setze anys de govern episcopal, que es distingiren per una incessant tasca de promoció i pacificació social, el 2004 presentà la renúncia al bisbat per problemes de salut. Dos anys més tard li fou acceptada i, davant de la nul·la predisposició de les jerarquies eclesiàstica i civil perquè continués al Perú, tornà a Catalunya. Actualment (2008) treballa amb grups de joves des del Temple del Sagrat Cor de Jesús del Tibidabo de Barcelona.